# 合水镇 (印江县)
合水镇，是中华人民共和国贵州省铜仁市印江土家族苗族自治县下辖的一个乡镇级行政单位。

## 行政区划
合水镇下辖以下地区：
合水村、大昔村、三坪村、新槽村、新台村、兴旺村、木腊村、香树坪村、新莲村、坪峨村、鱼泉村、水转村、白元村、小杉木村、高寨村、坪楼村、亚子坝村、汤家井村、新场村、普子村、茶罗村、大堡村、符家沟村、官庄村、石万村、洛佑村、羊角老村、龙洞村和土硐村。